# Bletchingley Castle
Bletchingley Castle ist eine Burgruine im Dorf Bletchingley in der englischen Grafschaft Surrey. Auf dem Gelände stehen drei Gebäude, die als Scheduled Monument gelten. Ein Turm, der von etwa 1170 bis 1264 auf dem Gelände stand, bot ein Panorama von einer der engeren Stellen der Greensand Ridge, der von der Mitte der Grafschaft Kent bis ins südwestliche Surrey reichte.

## Geschichte
Ende des 12. Jahrhunderts ließ Richard FitzGilbert, Gründer der Familie Clare,  einen Turm mit rechteckigem Grundriss auf einer älteren Einfriedung aus Erdwerken errichten. 1170 hielten die vier Ritter, die Thomas Becket in Canterbury ermorden sollten, hier eine Rast. Solch ein Turm bot einen kompletten Überblick über die Greensand Ridge, die ihrerseits eine relativ zuverlässige, trockene, aber unschwierige Ost-West-Route bot.
In den 1260er-Jahren wurde die Burg von königlichen Truppen belagert und eingenommen. Der Turm wurde zerstört.
Die Überreste der gemauerten Verteidigungseinrichtungen weisen auf das 12. Jahrhundert hin und zeigen eine Burg aus Mauerziegeln aus der Zeit König Stephans an, eine Zeit, in der viele Festungen errichtet wurden. Der in Surrey lebende Zweig der Adelsfamilie Clare lebte in dem Dorf und schlug sich im ersten Krieg der Barone im 13. Jahrhundert auf die Seite der Barone. 1263–1264 war die Burg – soweit dokumentiert – das erste und einzige Mal in militärische Konflikte verwickelt. Simon de Montfort marschierte, begleitet von Gilbert de Clare, auf seinem Weg zum Angriff auf die königlichen Truppen an der Küste hier vorbei. Obwohl die Barone die Schlacht von Lewes gewannen, stürzten sich die königlichen Truppen, die das Tonbridge Castle der Familie Clare eingenommen hatten, auf ihre Londoner Truppen, die vom Schlachtfeld gefegt worden waren und sich auf demselben Weg zurückzogen, auf dem sie gekommen waren, und Bletchingley Castle eingenommen und demoliert hatten, eine Operation, die für die Barone verderblich gewesen wäre, wenn sie die Schlacht von Lewes verloren hätten. H. E. Malden schreibt: „Es ist aber möglich, dass die Burg durch die relativ kleine Truppe nicht vollständig zerstört wurde, aber dass sie, weil sie nun einmal demoliert worden war, vernachlässigt wurde und langsam zur Ruine verfiel. John Aubrey, der etwa 1697 schrieb, erwähnt 'ein Stück Mauer, 5 Fuss dick' als noch existent. Owen Manning sagt Anfang des 19. Jahrhunderts, dass noch Fundamente sichtbar seien.“

### Eigentümer
Wegen seines offiziellen Burgstatus' (mit Zinnen) brachte der Besitz der Überreste von Blechingley Castle (nach alter Schreibweise ohne t) Ruhm und Inspiration für die späteren Eigentümer.
Das Gelände, auf dem die Burg gestanden hatte, wurde von der Grundherrschaft (im Norden) getrennt und scheint im 16. Jahrhundert einem gewissen Cholmeley gehört zu haben, dem auch Land namens Unwins (ein Name, den man in bestimmten späteren Ortsnamen in der Pfarre finden kann), das in der Nähe des Burggeländes unten am Hügel lag, gehörte. Laut Manning gehörte das Anwesen später der Familie Drake, die Ende des 18. Jahrhunderts den Namen Brockman annahm. 1793 verkaufte es James Drake Brockman an John Kenrick, dessen Brüder Matthew und Jarvis es danach besaßen. Das Anwesen gehörte dieser Familie, als Edward Wedlake Brayley über diese Grafschaft schrieb. Nach Mr James Norris, der das viktorianische Haus Castle Hill um 1860 bauen ließ, gehörte das Anwesen einem Mr Partridge.
Die Burg als solche wurde Teil des Anwesens des Hauses Castle Hill, das 1911 das Heim von Mr A. P. Brandt war.

## Ruinen
Das Anwesen wurde viele Jahre überwachsen, aber die Vegetation bedeckt nicht die wenigen Bauteile, die noch erhalten sind, wie Mauern, Durchgänge und Bögen.
Insbesondere einer der äußeren Burggräben wurde teilweise aufgefüllt und das Gelände durch das Legen von Fundamenten, Wasser- und Abwasserleitungen, elektrischen Kabeln und den Bau einer Zufahrtsstraße zum Bau des Hauses Castle Hill im 19. Jahrhundert und der heute in anderen Händen befindlichen Stallungen und des Gartenhauses im Zentrum des großen Mounds in Mitleidenschaft gezogen. Das Ringwerk und die Vorburg sind bis heute gut erhalten und „große Gebiete, besonders das Ringwerk, sind offensichtlich unbeschädigt“. Der Erhalt eines Teiles eines normannischen Wohnhauses ist eine Seltenheit und eine der mannigfaltigen Sehenswürdigkeiten der Burg. Es ist wahrscheinlich, dass in Zukunft noch weitere Beweise für die Bauzeit und die Art der Nutzung entdeckt werden. Als Ergebnis der bisher wenig umfangreichen Ausgrabungen wurde eine archäologische Dokumentation zusammengestellt.
Ein Auszug aus der Beschreibung des Scheduled Monument erwähnt Folgendes:

„Das Monument schließt eine Burg aus normannischer Zeit ein, die aus einer fast kreisrunden Einfriedung oder Ringwerk, sowie einer äußeren Einfriedung oder Vorburg besteht. Das Ringwerk wird durch einen massiven Graben auf der Nord- und Ostseite definiert, der heute noch über 6 Meter tief ist. An seiner Innenkante befindet sich ein Erdwall, der 1,4 bis 2,4 Meter über dem Gelände im Inneren aufragt. Den Graben überspannt an der Nordostseite ein 3 Meter breiter Damm, der den ursprünglichen Eingang zu den inneren Teilen der Burg darstellt. Wall und Graben des Ringwerks machen auf der Südseite einem steilen Hang des Hügels Platz, während sie auf der Westseite teilweise eingeebnet wurden, um Platz für ein großes, viktorianisches Haus zu schaffen. Das Hauptgebäude innerhalb des Ringwerks war ein Haus mit einer Grundfläche von etwa 24 m². Sein Unterbau ist stellenweise bis zu einer Höhe von 2,5 Metern unter dem Schuttberg des zusammengebrochenen Hauses erhalten. Das Haus hatte Wohnräume im Obergeschoss, die über Treppen an der Nordwest- und der Südostecke zugänglich waren. Das Haus wurde teilweise ausgegraben, aber die nordöstliche Hälfte wurde noch nicht untersucht. Die äußeren Verteidigungswerke bestehen aus einem Wall und einem Graben, die das Ringwerk an allen Seiten mit Ausnahme der Südseite umgeben, auch wenn sie an der Westseite eingeebnet wurden. Im Norden und Osten ist der Wall bis zu einer Höhe von 1,6 Metern erhalten und hat eine Breite von durchschnittlich 7 Metern. Zwischen den inneren und den äußeren Verteidigungsanlagen lag die Vorburg, wo Außengebäude, wie Stallungen und Scheunen, lagen.“

Richtung Nordwesten ist ein kleiner Mound erhalten, der vermutlich die Lage einer Barbakane anzeigt.